# Buer (Westfalen)

Heutige Stadtteile der Stadt Gelsenkirchen; alle nördlich der Emscher gelegenen Stadtteile außer Horst gehörten von 1920 bis 1928 und auch früher schon zu Buer; Horst gehörte bis 1891 zum Amt Buer.

Buer [buːɐ̯] (Dehnungs-e) ist eine ehemalige Gemeinde in Vest und Kreis Recklinghausen sowie eine ehemalige kreisfreie Stadt und Großstadt in Westfalen. Die seit dem Jahr 1816 eingerichtete Bürgermeisterei Buer, später Amt Buer, war bis 1885 auch für die spätere Stadt Gladbeck, bis 1891 für die Freiheit Horst und bis 1911 für die Freiheit Westerholt – heute Stadtteil von Herten – zuständig.
Im Jahr 1928 wurden Buer, Horst und das südlich angrenzende Gelsenkirchen zur neuen Stadt Gelsenkirchen-Buer zusammengelegt, die bereits 1930 in Gelsenkirchen umbenannt wurde. Seither wurde und wird in der Umgebung unter Buer oder Gelsenkirchen-Buer meistens die Nordhälfte Gelsenkirchens verstanden. Inzwischen jedoch ist Gelsenkirchen-Buer nominell nur einer von 18 Stadtteilen (einer der 8 Teile nördlich der Emscher) im Stadtbezirk Gelsenkirchen-Nord. Als Buer wird lediglich der alte Stadtkern (mit den Gebieten der ehemaligen Bauerschaften Löchter, Bülse und Heege) bezeichnet.

## Geographie
Bis zum Jahre 1928 war Buer als „Freiheit“ (ab 1448) und als Stadt „Buer in Westfalen“ (ab 1911) selbständig. Während die Grenzen des Buerschen Gebiets bis Mitte des 19. Jahrhunderts ständig wanderten, kann Anfang des 20. Jahrhunderts die Lage der damaligen Stadt Buer inklusive Amt Horst wie folgt beschrieben werden: Im Süden grenzt sie an die kreisfreien Städte Herne und Essen. Die Emscher, in dessen alten Flussbett südlich parallel der Rhein-Herne-Kanal verläuft, grenzte im Süden die Stadt Buer von der Stadt Gelsenkirchen ab. Im Westen. Norden und Osten grenzte sie an die Städte und Gemeinden des Kreises Recklinghausen; im Westen an Gladbeck (von 1921 bis 1976 kreisfrei), im Norden an Dorsten, Polsum (seit 1975 Stadtteil von Marl bzw., Ortsteil Bertlich, von Herten), im Osten an Westerholt (seit 1975 Stadtteil von Herten) und Herten selber.

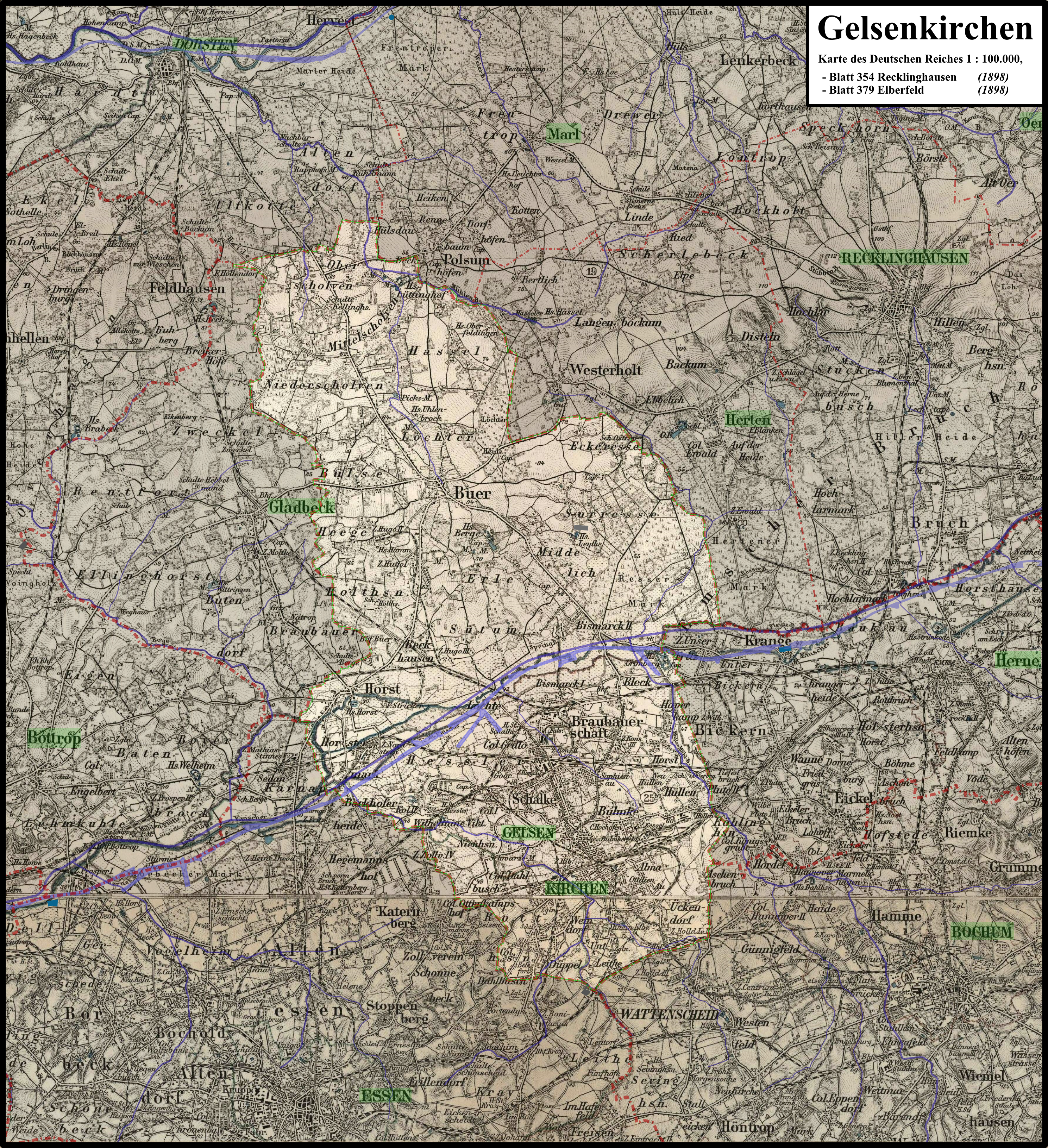
Karte des deutschen Reiches 1 : 100.000 von Ende des 19. Jahrhunderts mit Ausschnitt in den heutigen Grenzen Gelsenkirchens

Zu Buer gehörten die folgenden Bauerschaften:
- Scholven (Ober-, Mittel- und Niederscholven) im äußersten, westlichen Norden – heute Stadtteil Scholven
- Hassel im östlichen Norden – heute Stadtteil Hassel
- Löchter nördlich des Kernortes
- Bülse und, südlich davon, Heege im Westen
- Eckeresse und, südlich davon, Surresse im Osten, heutiger Stadtteil Resse
- Holthausen im Südwesten sowie Beckhausen und, östlich davon, Sutum im äußersten Süden – heutiger Stadtteil Beckhausen
- Erle im Süden und Middelich im Südosten – heutiger Stadtteil Erle
- die Resser Mark im äußersten Südosten – heutiger Stadtteil Resser Mark

## Geschichte

### Mittelalter
Der Ort Buer wurde um 1147 als Buron erwähnt, jedoch geht seine erste schriftliche Erwähnung auf eine kirchliche Urkunde des Kölner Erzbischofs Heribert im Jahre 1003 zurück, in der Buer als Puira bezeichnet wurde. Die Urkunde bezog sich auf das Kirchspiel Buer bzw. die heutige Sankt Urbanuskirche, die früher der Dorfmittelpunkt war. Im Jahr 1180 wurde Buer durch die Auflösung des Herzogtums Sachsen ebenso wie das Vest Recklinghausen dem Kurfürstentum Köln zugeteilt. Im 13. Jahrhundert hatten sich die zwölf Bauerschaften Hassel, Scholven, Bülse, Sutum, Beckhausen, Heege, Holthausen, Löchter, Eckerresse, Surresse, Middelich und Erle um das Dorf Buer angesiedelt. Das Buersche Gebiet gehörte damals zum Kloster Werden. Dessen Ministeriale, die Herren von Buer, besaßen den Schultenhof und die Burg Buer bis ca. 1400.
In dieser Zeit entstanden in Buer und Umkreis weitere Burgen und Ritterhäuser wie Schloss Berge, Schloss Horst, das Wasserschloss Haus Lüttinghof (1308), das Schloss Grimberg, Haus Lochter bzw. Nienhof (1346), Haus Leythe (1377) (in Gelsenkirchen-Erle), Haus Balken (1307) mit dem Rittergeschlechtern von Balken und seit 1482 von Dinsing, Haus Oberfeldingen (Buddenbur) mit Freigraf von Buer, das Haus Backum (Backem), Haus Hamm, Haus Recke, Haus Uhlenbrock oder das Haus Darl.

### Buer wird Freiheit
Die Siedlung und die benachbarten Bauerschaften gehörten zum Vest Recklinghausen. Am 18. April 1448 erhielt das Dorf als „Freiheit“ besondere Rechte, unter anderem der Bau einer Stadtbefestigung (ein Wall existierte bis 1770) und die Bewachung der Stadttore. Weiterhin wurde es aus dem Lehnsverhältnis zum Kloster Werden entlassen. Dies wird mit der Urkunde vom Landesherren Dietrich v. Mörs bezeugt. Außerdem wurde der „Freiheit Buer“ ein Wappen mit einer bewurzelten Linde (Buersche Linde), auf der mittig die Abbildung des kurkölnischen Kreuzes zu finden ist, verliehen. Unter der Buerschen Linde wurden lange Zeit Gerichte und Ratssitzungen abgehalten. Zu dieser Zeit gab es in der „Freiheit Buer“ etwa 50 Häuser. 1503 wurde Bernd von Westerholt mit der Hälfte von Buer belehnt.
Im Jahr 1548 wurde Buer durch Truppen des abgesetzten Kurfürsten G. Truchsess niedergebrannt. 1648 wurde eine Kornbrennerei in Buer gegründet. Das Gebäude wird heute für die Gaststätte „Hexenhäuschen“, die an der Marienstraße liegt, genutzt. Im 17. Jahrhundert ging es durch Kriege, Krankheiten und Brände turbulent in Buer zu. Der bekannteste Großbrand am 25. Mai 1688 zerstörte Buer fast vollständig. Es wurden 85 von 90 Häusern und die Kirche Sankt Urbanus zerstört. Der Wiederaufbau dauerte etwa 20 Jahre. 1748 wurde eine Papiermühle an der heutigen Mühlenstraße in Buer errichtet.

### Zeit der französischen Besatzung und Gründung des Preußischen Amtes Buer
1802 kam Buer zusammen mit dem benachbarten Horst zum Herzogtum Arenberg, 1811 zum Großherzogtum Berg. Vom dortigen Großherzog wurde Buer zur „Mairie Buer“ erhoben.
1806 wurde die erste Apotheke in Buer gegründet, die heutige „Buersche Alte Apotheke“ und 1812 die erste staatliche Poststelle, die im Jahre 1826 ein eigenes Gebäude erhielt.
1813 kam Buer zum preußischen Zivilgouvernement zwischen Weser und Rhein, 1815 nach dem Wiener Kongress endgültig an Preußen (Provinz Westfalen). 1816 wurde im neu gebildeten Regierungsbezirk Münster der Kreis Recklinghausen aus dem Vest Recklinghausen und der Herrlichkeit Lembeck gegründet. Innerhalb dieser entstand die Bürgermeisterei Buer, welche zunächst neben der Gemeinde Buer drei weitere Gemeinden verwaltete (in Klammern die Einwohnerzahlen von 1835):
- Buer nebst Bauerschaften (3.584)
- Gladbeck nebst Bauerschaften (2.505)
- Horst (535)
- Westerholt (685)

1844 wurde die Bürgermeisterei in Amt Buer umbenannt. In den folgenden Jahrzehnten wurden infolge des immensen Bevölkerungszuwachses aufgrund der Industrialisierung Gladbeck (1885), Horst (1891) und Westerholt (1911) als eigenständige Ämter aus dem Amt Buer ausgelagert.

### Industrialisierung
Durch die im Jahre 1856 genehmigten Untersuchungen des Steinkohlegebirges wurde im Umkreis von Buer das große Zechenwachstum ausgelöst, wodurch Buer langsam zur Großstadt heranwuchs. Neben der bekannteren Zeche Hugo (1873–2000), existierten noch im näheren Umkreis, Zeche Bergmannsglück (1903–1983) in Hassel und die Zeche Scholven (1908–1963) in Scholven, die Zeche Nordstern (1858–1993) in Horst, sowie die Zeche Graf Bismarck (1882–1966) in Erle, Zeche Ewald (1895–2000) in Resse bzw. Herten und Zeche Westerholt (1907–2008) in Westerholt. 
1867 wurde das erste Krankenhaus namens „Marien-Hospital“ in Buer erbaut, 1874 die „Amtsparkasse Buer“ (heutige Sparkasse Gelsenkirchen) an der Marienstraße eröffnet und es wurden die ersten Gaslaternen installiert. 1879 wurde das Buersche Amtsgericht an der heutigen Hochstraße erbaut. 1880 wurde der Bahnhof Buer-Horst (heute: Gelsenkirchen-Buer Süd) an der Strecke Bismarck – Winterswijk eröffnet. 
1885 schied das Amt Gladbeck aus dem Amtsverbund Buer aus, 1891 Horst, welches darauf ein eigenes Amt wurde. Inzwischen war die Einwohnerzahl Buers stark angestiegen. 1895 wurde die erste Kanalisation in Buer verlegt. Zwei Jahre zuvor wurde die heutige St.-Urbanus-Kirche mit ihrem (damals) 100 m hohen Kirchturm erbaut. Im selben Jahr wurde der „Verein für Orts- und Heimatkunde Buer“ gegründet. 
1898 wurden die Straßenbahnlinien von Essen-Karnap nach Horst und von Buer bis zum Erler Forsthaus eröffnet. 1901 wurde ein Straßenbahn-Betriebshof in Buer gebaut. 1902 folgte ein Wasserturm.

### 20. Jahrhundert
Die Buersche Zeitung erstand im Jahre 1905 aus der Volkszeitung für Buer und Umgebung, die Franz Otto Theben im Jahre 1881 im ortseigenen Zeitungsverlag gründete. Sie war zuletzt ein Kopfblatt der Recklinghäuser Zeitung, wurde aber 2006 eingestellt. 
1904 zog das Amtsgericht Buer von der Hochstraße zur Wittekindstraße (heutige de-la-Chevallerie-Straße), 1908 das Gymnasium (heutiges Leibniz-Gymnasium) von der Ophofstraße zur Breddestraße um. 1911 eröffnete das (heute nicht mehr existierende) „Apollo“-Kino im Haus „Altmarkt 2“. 1912 auch das Kaufhaus „Althoff“ an der Hochstraße. In den Jahren 1910 bis 1912 wurde das Buersche Rathaus mit über 100 Räumen und einem rund 65 Meter hohen Rathausturm erbaut (Details siehe im Artikel Rathaus Buer).
1911 erhielt die Gemeinde Buer die Stadtrechte. 1912 schied „Buer in Westfalen“ aus dem Kreis Recklinghausen aus, um eine kreisfreie Stadt zu werden. Aus dem Rest des Amtes Buer, der Gemeinde Westerholt, wurde das Amt Westerholt gebildet. Im Zuge dessen wurde der Stadt Buer 1913 ein neues Wappen verliehen, das unter einer Burgmauer mit drei Türmen die Buersche Linde mit kurkölnischem Kreuz und zusätzlich am Stamm der Linde die Bergarbeiterwerkzeuge Schlägel und Eisen zeigt.

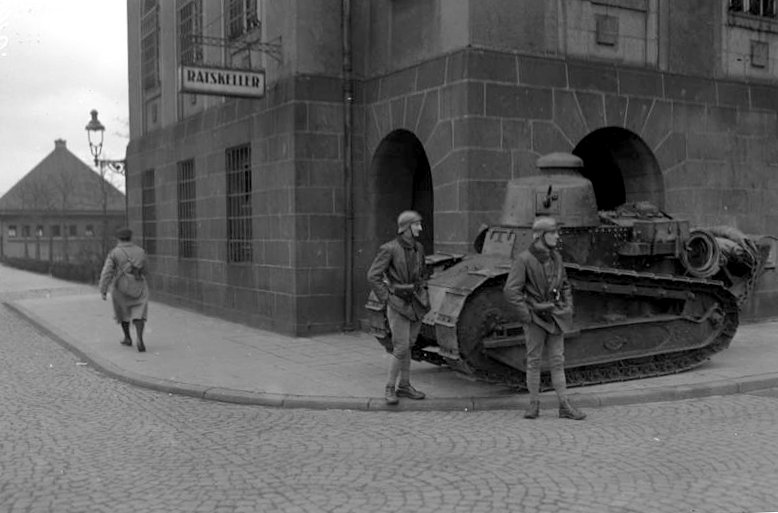
Französischer Panzer vor dem Rathaus in Buer während der Besetzung des Ruhrgebietes durch französische und belgische Truppen im März 1923

1923 löste die Ruhrbesetzung den Ruhrkampf aus. 1924 erwarb die Stadt Buer das „Schloss Berge“ und eröffnete den Stadtwald mit Bootshaus, Freilichtbühne, Spielwiesen und Ruderteich. 1925 wurde das Finanzamt Buer gebaut.
Nachdem Buer, ursprünglich eines von vielen größeren Dörfern im Vest Recklinghausen, durch die von Süden fortschreitende Industrialisierung bereits 1895 mit 16.031 Einwohnern drittgrößter Ort desselben nach Recklinghausen (20.644 plus 8.776 Landgemeinde, von der indes nicht geringe Teile später zu Herten und Marl kamen) und Bottrop (18.015) geworden war, war der Ort zum Zeitpunkt der Zuerkennung seiner Stadtrechte bereits größter Ort im Vest (1910: 61.510 Einwohner, während das seit 1901 kreisfreie Recklinghausen zu jenem Zeitpunkt 53.701 hatte). So wurde auch Buer 1926, mehr als zwei Jahrzehnte vor der früheren (und ab 1975 wieder) Kreisstadt Recklinghausen (1949), Großstadt.
Im selben Jahr wurde der Berger See angelegt. Ebenso wurde die Straßenbahnlinie Marl-Polsum-Buer, 1927 das Polizeiamt Buer eröffnet.
Mit Wirkung vom 1. April 1928 wurde die Stadt Buer mit der Gemeinde Horst und der kreisfreien Stadt Gelsenkirchen zur neuen kreisfreien Stadt Gelsenkirchen-Buer zusammengelegt. 1929 gründete die Bergbau-Berufsgenossenschaft das Knappschaftskrankenhaus Bergmannsheil, das 2002 mit den Städtischen Kinderkliniken zur Bergmannsheil und Kinderklinik Buer fusionierte. Am 21. Mai 1930 wurde der Name der jungen Stadt in „Gelsenkirchen“ geändert. Seither wird Buer als Stadtteil geführt, zunächst im Sinne der Ausdehnung der ehemaligen Stadt Buer. 
Im Zweiten Weltkrieg wurde der 100 m hohe Kirchturm von Sankt Urbanus bombardiert. Seitdem hat dieser ein Flachdach und ist nur noch etwa 50 m hoch.
Im Rahmen der jüngsten Gebietsreform 1975 wurden in allen kreisfreien Städten Nordrhein-Westfalens Stadtbezirke eingerichtet. Auf dem Gebiet der ehemaligen Stadt Buer entstanden die Stadtbezirke Gelsenkirchen-West, -Ost und insbesondere -Nord, mit dem Stadtteil Buer, der nur mehr den zentralen Stadtkern umfasst.

### 21. Jahrhundert
Im Jahr 2003 wurde im Gelsenkirchener Stadtteil Buer mit einer großen 1000-Jahr-Feier an die erste schriftliche Erwähnung im Jahre 1003 erinnert.
Die eingangs erwähnte Apotheke von 1806 musste nach 204 Jahren schließen; im bisherigen Geschäftsraum befindet sich seit 2022 ein Blumengeschäft der Firma Risse. Immerhin zeugt noch ein entsprechendes Nasenschild vom ehemaligen Eigentümer.

## Religionen

### Katholische Gemeinde
Obwohl bis zum 15. Jahrhundert die Geschichte Buers eng mit der Chronik verknüpft ist, widmet sich dieses Unterkapitel mehr der Kirchengeschichte der Kirche und heutigen Propstei, die dem heiligen Papst Urban I. geweiht wurde.
- Das Gebiet gehörte um 1000 zum Kloster Werden
- Um 1019 erfolgte der Bau einer Holzkirche in Buer (vermutlich als Tochterkirche der Pfarrei Sankt Lambertus aus Gladbeck).
- Papst Eugen III. bestätigte in einer Urkunde von 1147 Schenkungen an die Abtei Deutz, darunter war vermutlich auch die Kirche aus Buron (heutiges Buer). Die Schenkung an das Kloster Deutz kann auch schon im Jahre 1032 erfolgt sein.
- Ab 1160 wurde die Kirche Sankt Urbanus zur „Pfarrkirche“ ernannt.
- Im 13. Jahrhundert (etwa um 1223) wurde die Kirche Sankt Urbanus, die vermutlich aus einem hölzernen Fachwerkhaus mit steinernem Altar bestand, erstmals aus Stein in romanischer Bauweise errichtet.
- Um 14. Jahrhundert gehörte die Kirche Sankt Urbanus zum Archidiakon von Dortmund.
- Die Kirche wurde 1302 im gotischen Stil umgebaut.
- Ab Mitte des 14. Jahrhunderts wurden Vikarien (Kapellen) in den Adelshäusern rund um Buer eingerichtet. Diese zählte zu Sankt Urbanus.
- In den Jahren 1514 und 1525 wurde die Kirche umgebaut, unter anderem wurde das romanische Querschiff abgerissen und durch zwei Seitenschiffe im gotischen Stil ersetzt.
- 1537: Schriftlicher Nachweis einer katholischen Pfarrschule in Buer.
- Ab 1590 wurden Teile der Gladbecker Pfarrkirche Buer zugeordnet sowie die Pfarrei Horst durch die verliehenen Pfarrrechte an die Sankt Hippolytus-Kirche in Horst aus der Pfarrkirche Sankt Urbanus ausgegliedert.
- 1627: Der Kirchturm der Kirche brach durch ein Unwetter ein.
- Am 25. Mai 1688 wurde die Kirche durch einen Großbrand zerstört.

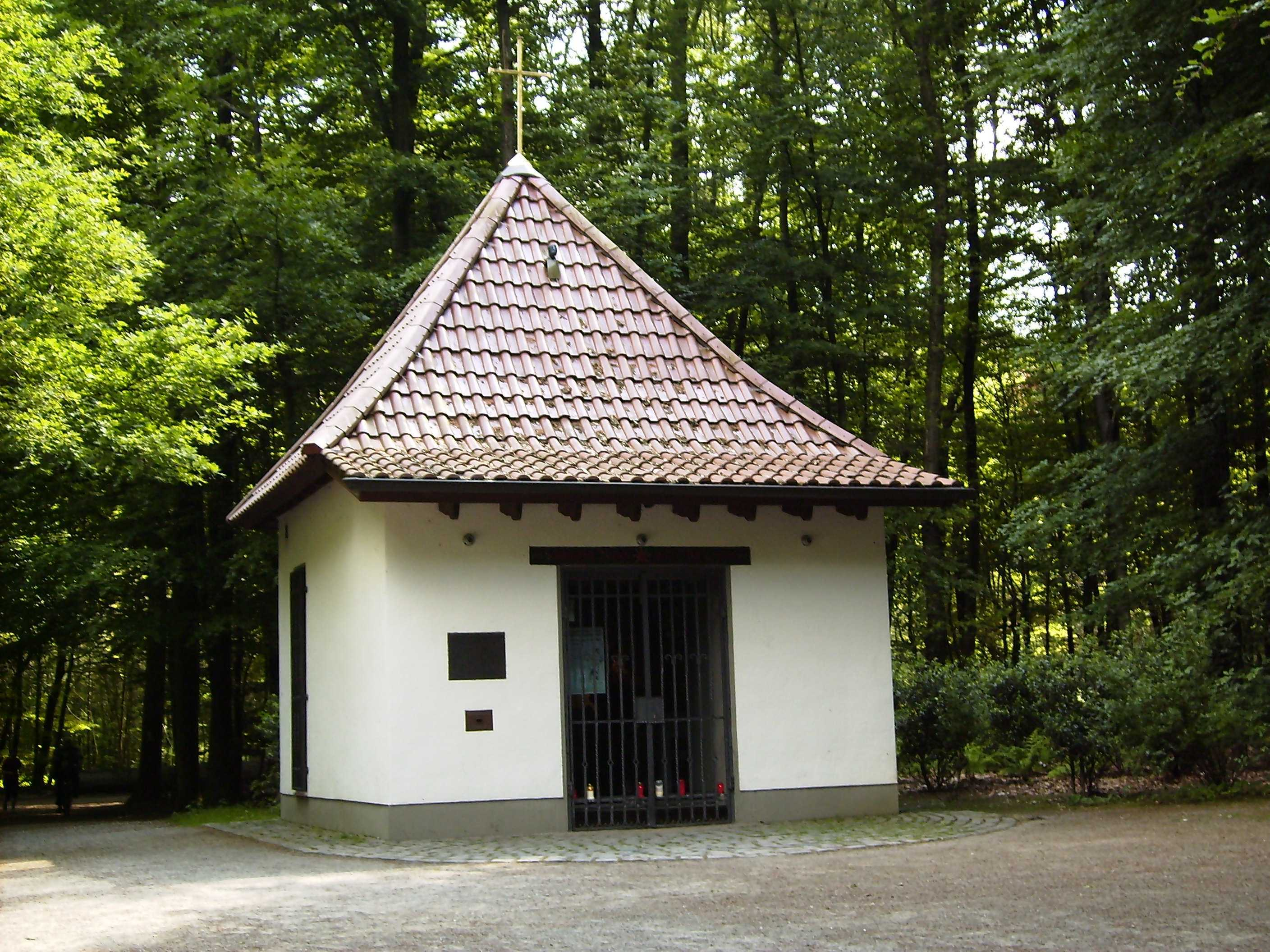
Sieben-Schmerzen-Kapelle in der Löchterheide

- Erst am 12. Mai 1706 weihte Weihbischof Johann Werner von Veyder zwei neue Altäre in Sankt Urbanus ein.
- 1720: Der Neuaufbau der Pfarrkirche wird abgeschlossen
- 1723: Die Sieben-Schmerzen-Kapelle wird im Westerholter Wald (Löchterheide) errichtet.
- 1821 wurde die Pfarrkirche dem Bistum Münster zugeteilt.
- Ab 1825 gehörte sie zum Dekanat Recklinghausen
- 1864 gehörte sie zum Dekanat Dorsten
- Im Jahre 1893 wurde die heutige Sankt-Urbanus-Kirche mit ihrem 100 m hohen Kirchturm erbaut. Der Turm wurde im Zweiten Weltkrieg bombardiert, so dass der heutige nur noch etwa 50 m hohe Kirchturm seitdem ein Flachdach besitzt.

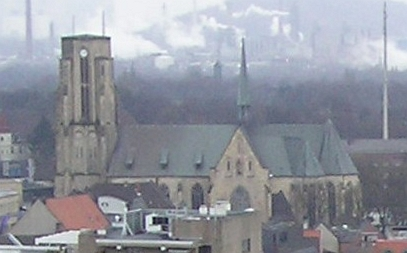
Propsteikirche Sankt Urbanus

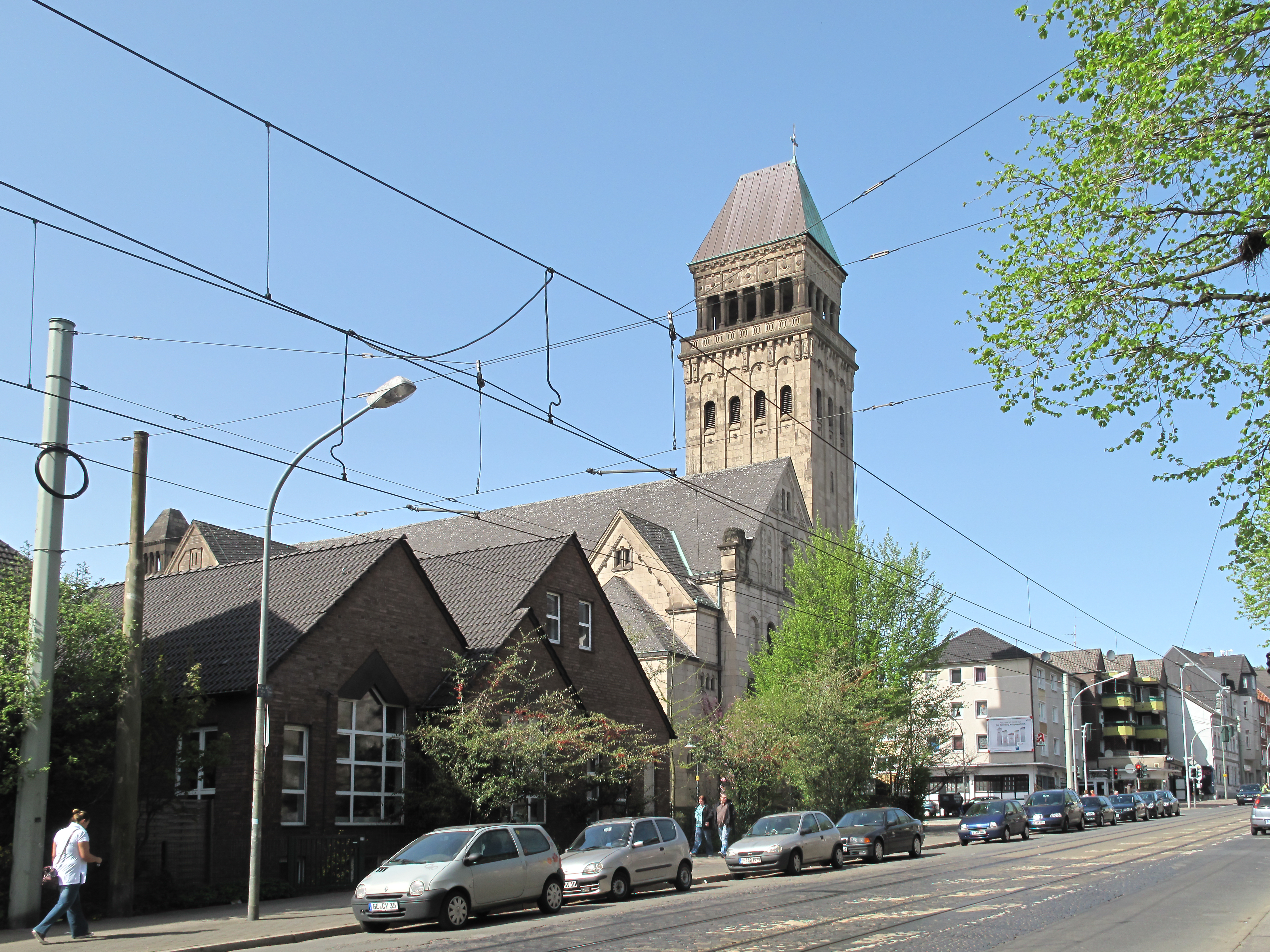
Sankt-Ludgerus-Kirche

- In Buer wurde 1915 ein eigenes Dekanat gegründet
- Das Dekanat Buer wurde 1954 in Nord und Süd geteilt.
- 1955 erfolgte die Ernennung der Pfarrkirche Sankt Urbanus zur Propsteikirche. Der damalige Pfarrer von St. Urbanus, Theodor Lange (* 26. November 1905 in Dortmund, † 9. Februar 1984), trug als erster den Titel Propst. Sein damals noch in der Gemeinde im Ruhestand lebender Vorgänger Pfarrer i. R. Ernst Roosen (* 27. November 1883 in Altenessen, † 30. April 1958) wurde gleichzeitig zum Propst h. c. ernannt.
- Ab dem 1. Januar 1958 wurde das Dekanat Buer dem neu gegründeten Ruhrbistum Essen angegliedert.
- Folgende Gemeinden wurde wegen der zunehmenden Zahl von katholischen Zuwanderern ins Ruhrgebiet Ende des 19. Jahrhunderts bzw. Anfang des 20. Jahrhunderts und Mitte des 20. Jahrhunderts wegen des Zuzugs von Flüchtlingen und Vertriebenen aus den vormals deutschen Ostgebieten und später aus der damaligen DDR direkt von der ursprünglichen Pfarrgemeinde Sankt Urbanus abgepfarrt:
  - Sankt Barbara (1892) in Erle, Tochtergemeinden: Sankt Konrad (1939), Sankt Ida (1948), Sankt Suitbert (1962), Sankt Bonifatius (1959)
  - Herz Jesu in Resse (1904), (Tochtergemeinde: Sankt Hedwig)
  - Liebfrauen in Beckhausen (1900), (Tochtergemeinde: Sankt Clemens in Sutum)
  - Sankt Michael in Hassel (1911), (Tochtergemeinden: Sankt Theresia in Hassel, Sankt Pius in Hassel)
  - Sankt Josef (1912) in Scholven
  - Sankt Ludgerus (1915) (Tochtergemeinden: Heilig Geist (1964) in Schaffrath)
  - Christus König (1954) in Buer (Bergmannsglück)
  - Mariä Himmelfahrt (1954) in Buer
- Wegen des Priestermangels in der deutschen katholischen Kirche, der schwindenden Zahl von Katholiken in Buer sowie infolge wirtschaftlicher Probleme des Bistums Essen wurden zwischen 2000 und 2004 einzelne katholische Kirchengemeinden wieder zusammengelegt bzw. gingen Kooperationen ein:
  - Die Muttergemeinde Sankt Urbanus fusionierte im Jahr 2000 mit der Tochtergemeinde Christus König in Bergmannsglück
  - Im Jahre 2001 fusionierten die Erler Gemeinden Sankt Barbara, Sankt Bonifatius, Sankt Ida und Sankt Suitbert zur neuen Kirchengemeinde Sankt Barbara.
  - Die Pfarrgemeinden Liebfrauen (Beckhausen) und Sankt Clemens (Sutum) arbeiten zusammen.
  - Weiterhin arbeiten die selbständigen Kirchengemeinden Buers Propstei Sankt Urbanus, Mariä Himmelfahrt und Sankt Konrad zusammen.
  - Im Jahre 2004 fusionierte Sankt Ludgerus (Buer-Süd) mit Heilig Geist (Schaffrath) zur Kirchengemeinde Sankt Ludgerus mit Filialkirche Heilig Geist.
- Die Pfarrgemeinde St. Urbanus ist durch die vom Bistum Essen im Rahmen seiner Strukturreform für 2008 beschlossene und bereits am 19. August 2007 umgesetzte Fusion mit den Kirchengemeinden St. Mariä Himmelfahrt in Buer-Mitte, St. Konrad in Middelich, St. Pius in Hassel, Herz Jesu in Resse, St. Josef in Scholven, St. Ludgerus in Buer, Hl. Geist in Schaffrath, St. Barbara in Erle, St. Suitbert in Bergerfeld, St. Ida in Resser Mark, Christus König in Bergmannsglück, St. Michael in Hassel, St. Theresia in Hassel, St. Hedwig in Resse und St. Bonifatius in Erle nach der Zahl ihrer Gemeindemitglieder größte katholische Pfarrgemeinde in Deutschland. Mit ihren ca. 40.000 Gemeindemitgliedern ist die neue Großgemeinde St. Urbanus größer als das Bistum Görlitz, das ca. 30.000 Katholiken aufweist.

### Evangelische Gemeinden

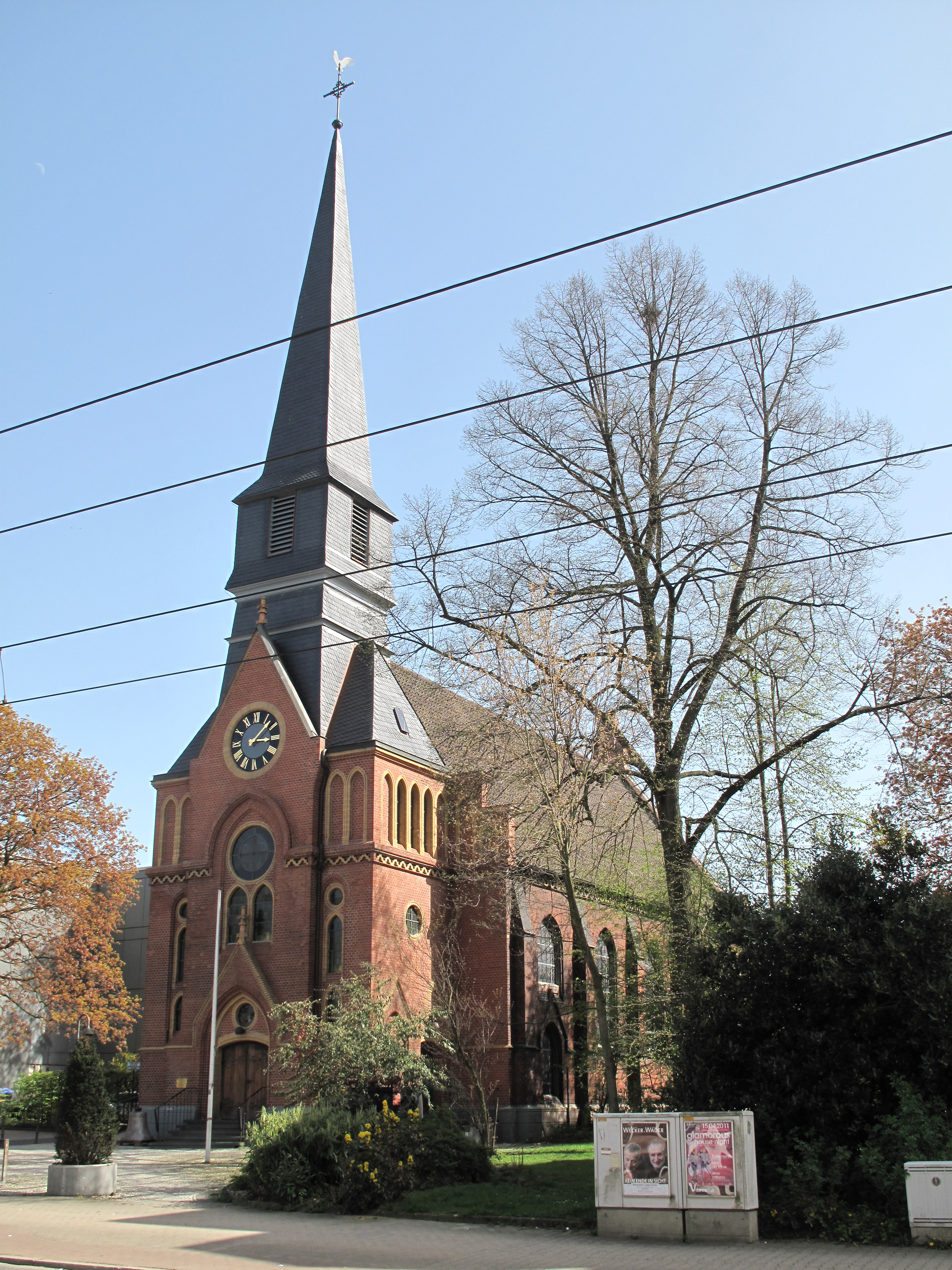
Apostelkirche

In der damaligen Gemeinde Buer dominierte die katholische Konfession. Erst mit dem Bergbau (ab 1873) und der damit verbundenen Zunahme der Bevölkerung kamen andere Konfessionen hinzu:
Im Jahr 1860 ließ sich der erste Protestant in Buer nieder. Ab 1866 versuchte der Pfarrverweser Krieger aus Dorsten die evangelischen Christen zu Bibelstunden zu versammeln. Das Zuweisungs-Dekret vom 1. März 1866 wies einen Teil der evangelischen Christen den Gemeinden Dorsten und Crange zu. Später wurden Angehörige der Gemeinde Crange der Gemeinde Braubauerschaft (heute: Bismarck) zugewiesen. Am 4. Mai 1888 entstand die erste selbständige evangelische Kirchengemeinde Buers – die heutige Apostelkirche – an der Essener Straße (heute: Horster Straße). Der Pfarrverweser Franke aus Horst musste ebenfalls die evangelische Gemeinde Buer versorgen. 1886 entstand die evangelische Gemeinde Erle-Middelich, und der evangelische Pfarrverbund Horst-Buer wurde aufgelöst. Weiterhin wurde eine Pfarrstelle in Sutum mit einem Hilfsprediger besetzt. 1901 wurde die erste evangelische Volksschule eröffnet, 1906 entstand die evangelische Gemeinde Resse. 1910 wurde eine Pfarrstelle in Beckhausen, 1912 in Hassel und 1913 in Scholven mit jeweils einem Hilfsprediger besetzt. 1911 wurde die evangelische Christuskirche Beckhausen an der Bergstraße gebaut. Von den genannten evangelischen Kirchen sind in einigen Stadtteilen bis in die 1960er Jahre noch Tochterkirchen entstanden.

### Jüdische Gemeinde
Im Jahre 1922 wird an der Maelostraße in Buer eine Synagoge errichtet, die in der Reichspogromnacht am 9. November 1938 von den Nationalsozialisten niedergebrannt wurde. An Stelle der Synagoge wurde später ein städtisches Hallenbad errichtet. Einige Fundamente der Synagoge sind durch Pflastersteine sichtbar gemacht. Der Rest wird vom Hallenbad überdeckt. Außerdem erinnern ein großer Gedenkstein und ein Schild mit der Aufschrift „Mahnmal“ an die Synagoge.

### Muslimische Gemeinde
Die muslimische Gemeinde in Gelsenkirchen-Buer wurde von Gastarbeitern der ersten Generation aus der Türkei und Nordafrika in den 1980er Jahren gegründet. Heute gibt es drei Moscheen, die von Vereinen finanziert werden.

## Einwohnerentwicklung
Die folgende Übersicht zeigt die Einwohnerzahlen der Gemeinde Buer (seit 1925 Großstadt) nach dem jeweiligen Gebietsstand, neuere Zahlen beziehen sich auf den Gebietsstand der Stadt Buer von 1920 bis 1928, d. h. mit Resse und Scholven, jedoch ohne Horst (heutige Stadtbezirke Nord und Ost sowie Stadtteil Beckhausen). Bis 1833 handelt es sich meist um Schätzungen, danach um Volkszählungsergebnisse (¹) oder amtliche Fortschreibungen der jeweiligen Statistischen Ämter beziehungsweise der Stadtverwaltung selbst. Die Angaben beziehen sich ab 1843 auf die „Ortsanwesende Bevölkerung“ und ab 1925 auf die Wohnbevölkerung. Vor 1843 wurde die Einwohnerzahl nach uneinheitlichen Erhebungsverfahren ermittelt.
| Jahr               | Einwohner |
| ------------------ | --------- |
| 1535               | 63        |
| 1605               | 325       |
| 1784               | 511       |
| 1818               | 3.344     |
| 1834               | 3.584     |
| 1. Dezember 1843 ¹ | 3.837     |
| 3. Dezember 1858 ¹ | 4.167     |
| 1. Dezember 1871 ¹ | 4.547     |
| 1. Dezember 1875 ¹ | 5.002     |
| 1. Dezember 1885 ¹ | 7.700     |

| Jahr               | Einwohner |
| ------------------ | --------- |
| 1. Dezember 1890 ¹ | 11.071    |
| 2. Dezember 1895 ¹ | 16.031    |
| 1. Dezember 1900 ¹ | 28.521    |
| 1. Dezember 1905 ¹ | 40.280    |
| 1. Dezember 1910 ¹ | 61.510    |
| 1. Dezember 1916 ¹ | 82.296    |
| 5. Dezember 1917 ¹ | 81.540    |
| 8. Oktober 1919 ¹  | 88.668    |
| 16. Juni 1925 ¹    | 99.307    |
| 31. Dezember 1926  | 103.970   |

| Jahr              | Einwohner |
| ----------------- | --------- |
| 31. Dezember 2004 | 118.897   |
| 31. Dezember 2005 | 118.531   |
| 31. Dezember 2006 | 118.074   |
| 31. Dezember 2007 | 117.496   |
| 31. Dezember 2008 | 116.137   |
| 31. Dezember 2009 | 115.112   |
| 31. Dezember 2010 | 114.073   |
| 31. Dezember 2011 | 113.518   |
| 31. Dezember 2012 | 112.853   |

¹ Volkszählungsergebnis
Die Fortschreibungen der Einwohnerzahlen nach dem alten Gebietsstand ab 2004 zeigen, dass die Einwohnerzahl Buers inzwischen knapp unter der Recklinghausens und auch unterhalb der des 1976 um Kirchhellen erweiterten Bottrops läge. Wie auch in der gesamten Stadt Gelsenkirchen war die Einwohnerzahl zunächst bis Ende der 1950er Jahre gestiegen, um seither rückläufig zu sein. Am 30. Juni 2013 hatte Gelsenkirchen, 1959 noch fast 390.000 Einwohner stark, nur noch 257.002 Einwohner – davon 112.785 in Buer und 19.338 in Horst, was de facto eine sehr knappe vestische Mehrheit darstellt.

## Stadtoberhäupter Buers

### Bürgermeister der Freiheit Buer bis 1912
Anmerkung: Zur Zeit der „Freiheit Buer“ gab es immer zwei Bürgermeister gleichzeitig im Amt.
- 16. Jahrhundert: Hermann Becker und Reiner Bürgermeister (um 1576)
- 17. Jahrhundert: Hendrich Tosse und Herman Tosse (um 1680)
- 17. Jahrhundert: Christoffer Radtman und Hinrich Tosse (bis 1688)
- 17. Jahrhundert: Johann Becker und Hinrich Tosse (um 1691)
- 18. Jahrhundert: Dietrich Rottmann (um 1703)
- 1724–1731: Henricus Rottmann
- 18. Jahrhundert: Steinheuer und Bomart (um 1741)
- 18. Jahrhundert: Johann Holthaus und Ferdinand Pöppinghauß (um 1758–1759)
- 18. Jahrhundert: Wilm Schlüter und Joan Wilm Hövelmann (um 1762)
- 1775–1778: Theodor Schuhmacher
- 18. Jahrhundert: Heinrich Sasse und Wilm Rottmann (um 1784)
- 17??–1803: Johann Pöppinghaus
- 1803–1811: Graf Ludolf Friedrich Adolf von Westerholt-Gysenberg (Statthalter des Herzog Engelbert von Arenberg)
- 1811–1819: Graf Wilhelm von Westerholt-Gysenberg
- 1819–1855: Wilhelm Tosse
- 1855–1883: Felix Hölscher
- 1883–1886: Scholten (kommissarisch)
- 1886–1912: August de la Chevallerie[9]

### Oberbürgermeister der Stadt Buer bis 1928

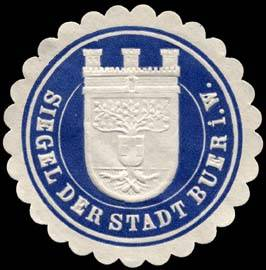
Siegelmarke der Stadt Buer in Westfalen

- 1912–1919: Carl Russel
- 1919–1928: Emil Zimmermann

## Söhne und Töchter der Stadt
- Siehe Gelsenkirchen-Buer#Söhne und Töchter der Stadt